# Фаринья, Гильерме
Гильерме Адольфо Алмейда Фариньо (Гильерме Фаринья; порт. Guilherme Adolfo Almeida Farinha; 11 февраля 1956, Лиссабон, Португалия) — португальский футбольный тренер.

## Биография
На родине работал с командами из низших лиг. Наиболее продуктивно Фаринья трудился в Коста-Рики: он дважды руководил одним из самых титулованных клубов страны «Алахуэленсе», дважды приводя его к чемпионству. Помимо него, специалист тренировал другие коста-риканские коллективы.
Также португалец был наставником сборной Гвинея-Бисау. Некоторое время Фаринья работал в Парагвае, Иране и Гватемале.

## Достижения
- Чемпион Коста-Рики (2): 1999/2000, 2001/2002.
- Чемпион Гватемалы (1): 2011 (Апертура).
- Финалист Кубка чемпионов КОНКАКАФ (1): 1999.